# Jérôme Anger
Pour les articles homonymes, voir Anger.
Jérôme Anger (parfois orthographié Jérôme Angé), né le 2 février 1958 à Paris, est un acteur, réalisateur, scénariste et producteur français.

## Biographie

### Enfance et débuts
Fils et petit-fils de cheminot, orphelin de mère à l'âge de 8 ans, il passe un bac scientifique et un BTS de commerce, puis il suit les cours au Conservatoire national supérieur d'art dramatique de Paris (promo 1984). Il apparaît en 1981 dans une publicité pour les pâtes Bolino de Maggi.
Il commence sa carrière au cinéma avec Alain Resnais dans La vie est un roman en 1983. Dans les années 1980, il joue surtout au cinéma sous la direction de réalisateurs comme Philippe Labro et Nadine Trintignant mais apparaît aussi dans quelques téléfilms ou séries. C'est en interprétant le rôle de l'inspecteur Trémois dans Julie Lescaut qu'il se fait réellement connaître du grand public.

### Carrière à la télévision
En 1992, TF1 lance la série Julie Lescaut, avec Véronique Genest dans le rôle principal. Parmi les acteurs récurrents, on retrouve également Jérôme Anger, l'un des inspecteurs (Tremois) aux côtés de Mouss Diouf et d'Alexis Desseaux. La série sera un succès et permet à l'acteur de se voir proposer le rôle principal d'une nouvelle série pour France 3 : Docteur Sylvestre. Il quitte ainsi son personnage de flic, en 1995, pour incarner un médecin remplaçant et sympathique, aux côtés de Maria Pacôme, puis de Marthe Villalonga qui jouent ses indispensables assistantes. La série s'arrête en 2001 après 25 épisodes. 
Il enchaîne ensuite des rôles plus sombres, en policier à nouveau dans À cran en 2003 ou dans un rôle d'un « homme froid et autoritaire » dans la saga de l'été 2006 sur TF1, Le Maître du Zodiaque. 
Des côtés sombres et ambigus caractérisent les personnages principaux d'Enquêtes réservées, la nouvelle série policière de France 3, que Jérôme Anger et Yvon Back interprètent à partir de 2009. En 2010, Jérôme Anger joue le rôle du père d'une mère-adolescente dans Clem, sur TF1. Le succès est tel que le téléfilm unitaire se transforme en série. Le comédien incarne donc des personnages très différents dans deux séries. Il abandonne cependant le rôle en 2012, en raison d'ennuis de santé. Il est remplacé par Laurent Gamelon. La série Enquêtes réservées, elle, s'arrête après six saisons. France 3 souhaite, en effet, renouveler ses programmes.

### Carrière au théâtre
Jérôme Anger débute au théâtre avec les metteurs en scène Michel Roux, Vittorio Gassman, Daniel Mesguich dans Lorenzaccio d'Alfred de Musset, Roméo et Juliette et Hamlet de William Shakespeare... Il interprète ensuite des textes contemporains Un homme trop facile, d'Éric-Emmanuel Schmitt dans une mise en scène Christophe Lidon, Une journée particulière de Ettore Scola et Ruggero Maccari, Des plans sur la comète de Tristan Petitgirard, Jo d'Alec Coppel dans une mise en scène Benjamin Guillard.

### Vie privée
Il a trois enfants d'une première union avec la comédienne Isabella Silvestri, Alexandre (1985), Emma (1987), Magda (1991) et deux enfants Alaïs (2001) et Arthur (2008) avec la comédienne Claire Borotra dont il est séparé.

## Filmographie

### Cinéma
- 1983 : La vie est un roman d'Alain Resnais
- 1984 : Rive droite, rive gauche de Philippe Labro : un médecin
- 1985 : L'Été prochain de Nadine Trintignant : Jude
- 1985 : Monsieur de Pourceaugnac de Michel Mitrani : Éraste
- 1987 : Châteauroux district de Philippe Charigot : Jérôme
- 1988 : Jaune revolver d'Olivier Langlois : Marc
- 1988 : La Méridienne de Jean-François Amiguet : François
- 1990 : Samedi, dimanche et lundi de Lina Wertmüller : Roberto
- 1998 : Le Radeau de La Méduse d'Iradj Azimi : Charles François Daubigny
- 2023 : 38°5 quai des Orfèvres de Benjamin Lehrer : le procureur

### Télévision

#### Téléfilms et participations à des séries
- 1984 : Raison perdue de Michel Favart : Michel
- 1987 : Série noire, épisode Le Cimetière des durs réalisé par Yvan Butler : Rémy
- 1988 : Un château au soleil de Robert Mazoyer : Fils d'Artus 2
- 1989 : Diamonds, épisodes Le Cheval et Le Cheval (2e partie)
- 1990 : Quartier nègre de Pierre Koralnik : François
- 1991 : Cas de divorce, épisode Anvers contre Anvers : Arnaud Anvers
- 1996 : Deux justiciers dans la ville, épisode Erreur de jeunesse réalisé par Éric Woreth : Boutier
- 2000 : L'Histoire du samedi, épisode La Causse d'Aspignac réalisé par Rémy Burkel : Henri Mareuil
- 2001 : Une Fille dans l'azur de Jean-Pierre Vergne : Biétri
- 2001 : Un homme à défendre de Laurent Dussaux : Pierre Angel
- 2001 : Pas vu, pas pris de Dominique Tabuteau : Philippe / Alexandre
- 2002 : Perlasca : Un eroe italiano de Alberto Negrin : Farkas ügyvéd
- 2002 : Le Destin de Clarisse de Gilles Béhat : Arnaud
- 2003 : À cran d'Alain Tasma : Donadieu
- 2004 : L'Homme qui venait d'ailleurs de François Luciani : Casimir Caillebois
- 2004 : Clochemerle de Daniel Losset : le notaire Girodot
- 2004 : À cran, deux ans après, d'Alain Tasma : Donadieu
- 2005 : Les Rois maudits, épisode Le Roi de fer réalisé par Josée Dayan : Guillaume de Nogaret
- 2006 : Femmes de loi, épisode Secrets de famille réalisé par Étienne Dhaene : Président Deligne
- 2006 : Commissaire Moulin, épisode Bavure : Commandant Gauthier, un flic ripou
- 2006 : Le juge est une femme, épisode Mince à mourir réalisé par Joyce Buñuel : Docteur Nogès
- 2007 : Coupable de Philippe Monnier : Laurent Castel
- 2013 : Cherif, épisode Injustice réalisé par Vincent Giovanni : Hervé Dulong
- 2014 : Famille et Turbulences d'Éric Duret : Duroc
- 2014 : Crime en Lozère de Claude-Michel Rome : Jean-Yves Larrigue
- 2014 : Nina, épisode Solitudes réalisé par Éric Le Roux : Bernard
- 2017 : Cassandre, épisode Turbulences : Dr Meyer
- 2018 : Roches Noires de Laurent Dussaux : Fabio Campion
- 2018 : Camping Paradis épisode Mon père, ce breton ! : Yann
- 2018 : Commissaire Magellan, épisode Rose sanglante : Maxime Valière
- 2018 : La Révolte des innocents de Philippe Niang : Ernest Mercier
- 2018 : Une famille formidable, épisodes Pile ou face et Un divorce formidable réalisés par Nicolas Herdt : Gabriel
- 2018 : Les Enfants du secret de David Morley : Charles Danrémont
- 2019 : Le Prix de la loyauté de Grégory Écale : Édouard Danceny
- 2019 : Le Pont des oubliés de Thierry Binisti : Pessac
- 2020 :  Hortense de Thierry Binisti : Paul Lamarque
- 2020 :  Meurtres à la pointe du Raz de Laurent Dussaux : juge Antoine Bellec
- 2022 : Le Saut du diable 2 : le Sentier des loups de Julien Seri : le colonel Fournier
- 2022 : Le mystère Daval, téléfilm de Christophe Lamotte : Jean-Pierre Fouillot, le père d'Alexia Daval

#### Séries télévisées (rôles récurrents)
- 1990 : La Vierge noire, mini-série réalisée par Igaal Niddam : André
- 1992 - 1995 : Julie Lescaut, série créée par Alexis Lecaye : Jean-Marie Trémois
- 1995 - 2001 : Docteur Sylvestre, série créée par Laurence Bachman et Ariane Heyrauden : Dr Pierre Sylvestre
- 1999 : Marie-Tempête, mini-série réalisée par Denis Malleval : Yann
- 2006 : Le Maître du Zodiaque, série-téléfilm réalisée Claude-Michel Rome : Alexis Daguerre
- 2008 - 2012 : Enquêtes réservées, série créée par Patrick Dewolf et Clémentine Dabadie : Commandant Vincent Saint-Mathieu
- 2010 - 2011 : Clem, série créée par Emmanuelle Rey Magnan et Pascal Fontanille : Jean-Paul Boissier [12]
- 2015 - 2017 : La Vie devant elles, mini-série créée par Dan Franck et Stéphane Osmont : Vilson
- 2019 : Le juge est une femme, série créée par Noëlle Loriot, saison 17 : Bruno Jacquet
- 2021 : Jugée coupable : Georges Battaglia
- 2024 - 2025 : Plus belle la vie, encore plus belle : Robert Favre (saisons 1 et 2)

#### Réalisateur et scénariste
- 2004 : L'Abbaye du revoir
- 2007 : Autopsy

#### Producteur
- 2007 : Autopsy
- 2009 : Vive les vacances !
- 2023 : 38°5 quai des Orfèvres de Benjamin Lehrer

## Théâtre
- 1982 : L'Azalée d'Yves Jamiaque, mise en scène Michel Roux
- 1983 : Intorno Dostoievski, mise en scène Vittorio Gassman
- 1984 : Les Liaisons dangereuses de Choderlos de Laclos, adaptation Roger Le Gall, mise en scène Eric Civanyan
- 1985 : Lorenzaccio d'Alfred de Musset, mise en scène Daniel Mesguich
- 1986 : Roméo et Juliette de William Shakespeare, mise en scène Daniel Mesguich
- 1990 : Le Maître de go de Yasunari Kawabata, mise en scène Jean-Paul Lucet, au Théâtre des Célestins
- 1994 : Hamlet de William Shakespeare, mise en scène Terry Hands
- 2009 : Un été avec lui de Bernard Slade, mise en scène Stéphane Hillel, Théâtre de la Tête d'Or (Lyon)
- 2013 : Un homme trop facile, d'Éric-Emmanuel Schmitt, mise en scène Christophe Lidon, au Théâtre de la Gaîté Montparnasse
- 2013 : Une journée particulière de Ettore Scola et Ruggero Maccari, mise en scène Christophe Lidon, au Théâtre du Chêne Noir (Festival d'Avignon)
- 2015 : Toi et tes rêves d'Antoine Rault, mise en scène Christophe Lidon, au Festival Off d'Avignon
- 2017 : Bankable de Philippe Madral, mise en scène Daniel Colas, théâtre Montparnasse
- 2019 : La vie est un songe de Pedro Calderón de la Barca, mise en scène Christophe Lidon, Centre national de création d'Orléans
- 2019 : Des plans sur la comète de Tristan Petitgirard au théâtre actuel (festival off d'Avignon)
- 2019 : Jo d'Alec Coppel, mise en scène Benjamin Guillard, théâtre du Gymnase
- 2021 : La Grande Musique de Stéphane Guérin, mise en scène, Salomé Villiers, Festival Off d'Avignon, Comédie Bastille